# Bowmore single malt

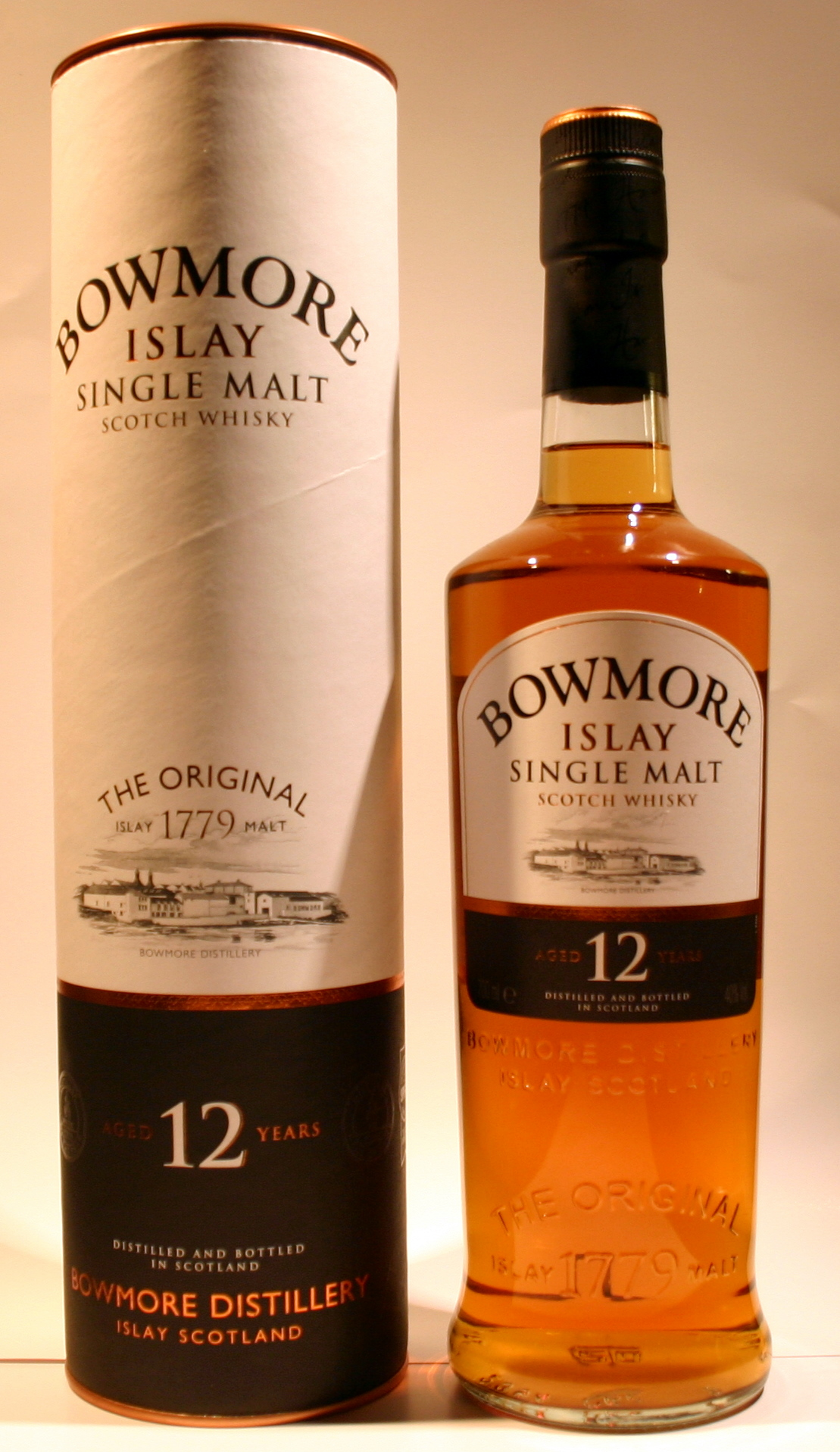
Bowmore 12 Year Old

Bowmore is een Schotse Islay single malt whisky. De distilleerderij werd in 1779 gebouwd en is te vinden in de gelijknamige plaats. Bowmore is de oudste legale whiskydistilleerderij op het eiland Islay. De eigenaar is Morrison Bowmore, dat in handen is van het Japanse Suntory.
Bowmore heeft een ongebruikelijk lange lijst van whisky's, van diverse leeftijden. Een aantal varianten zijn:

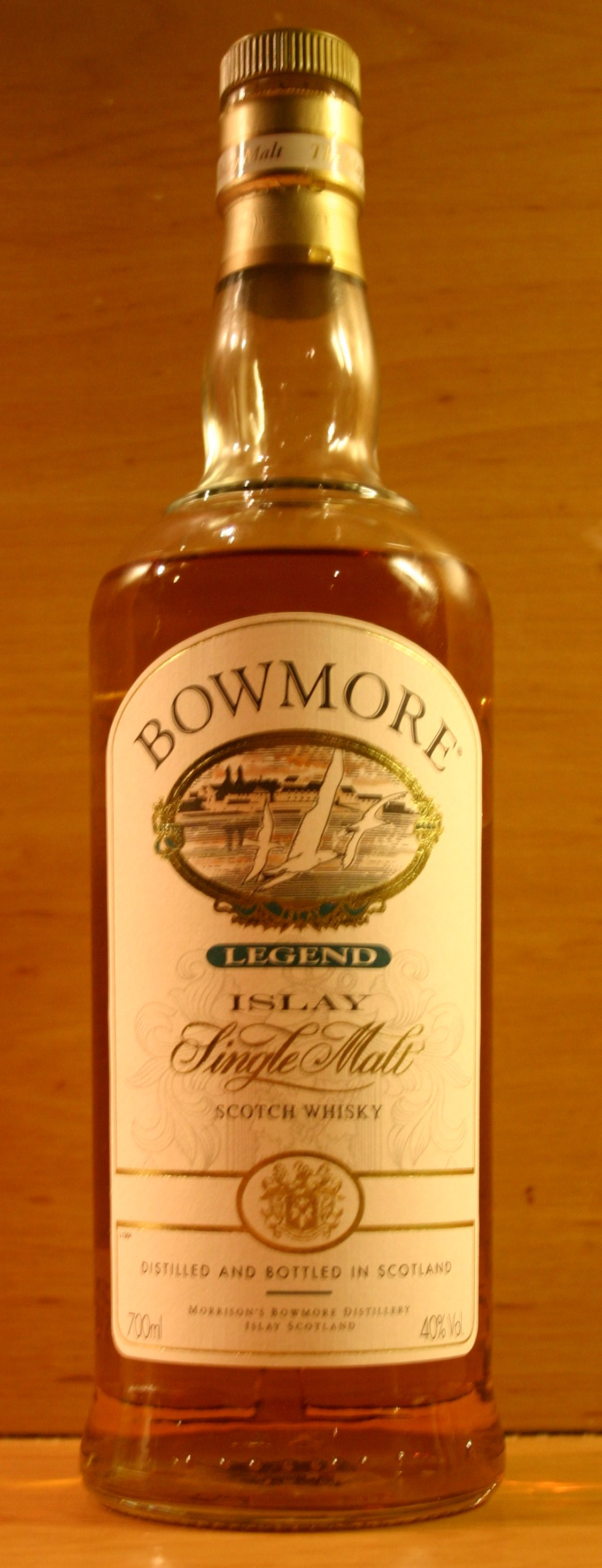
Bowmore Legend: de goedkoopste botteling. Er wordt geen leeftijd op het etiket vermeld, het is een tussen 8 en 10 jaar gerijpte malt.
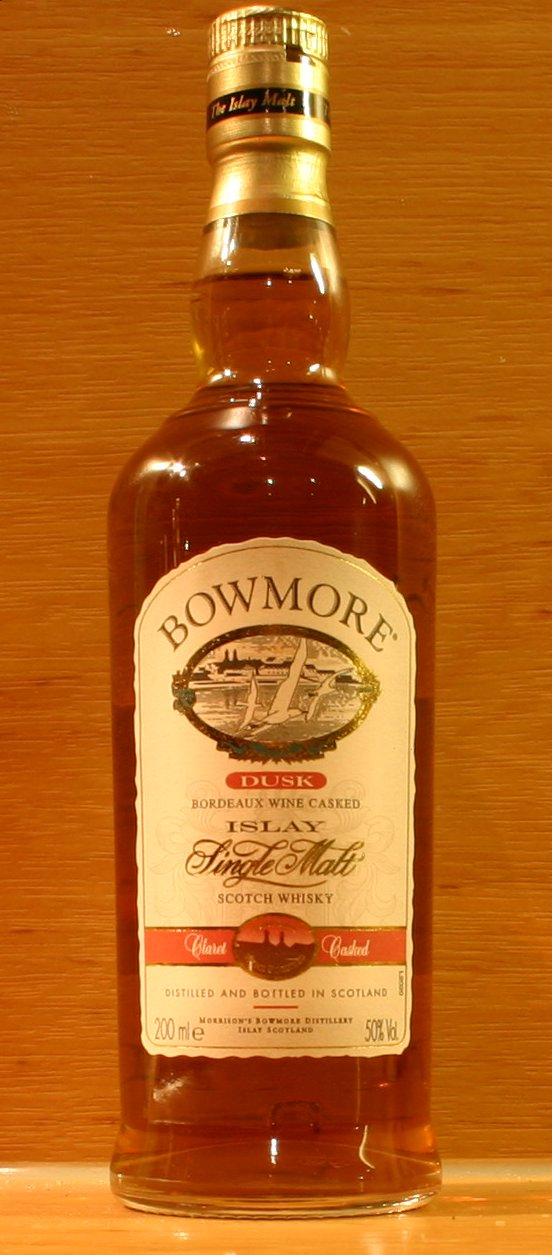
Bowmore Surf: idem als Legend, voor de Europese markt.
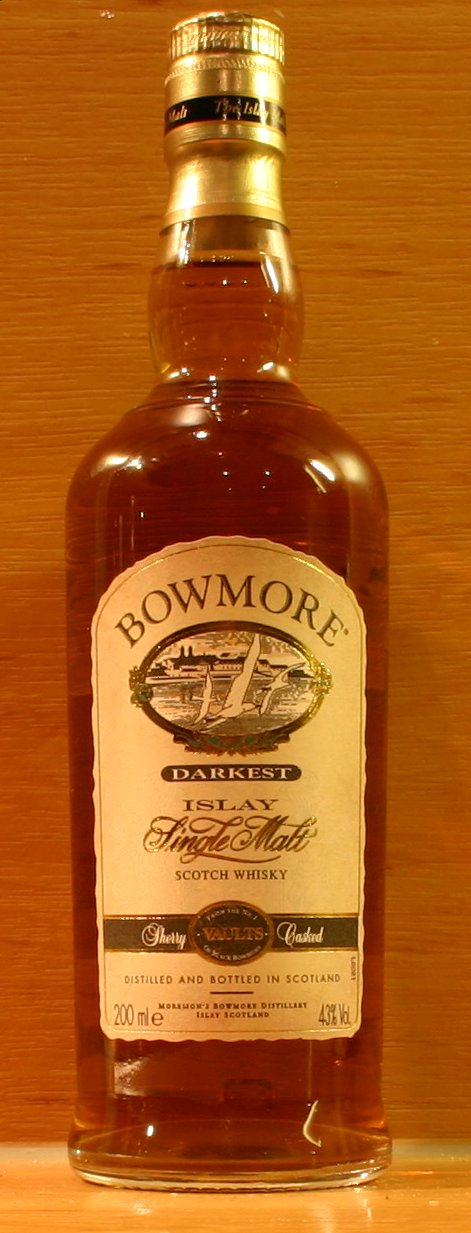
Bowmore 12 Year Old
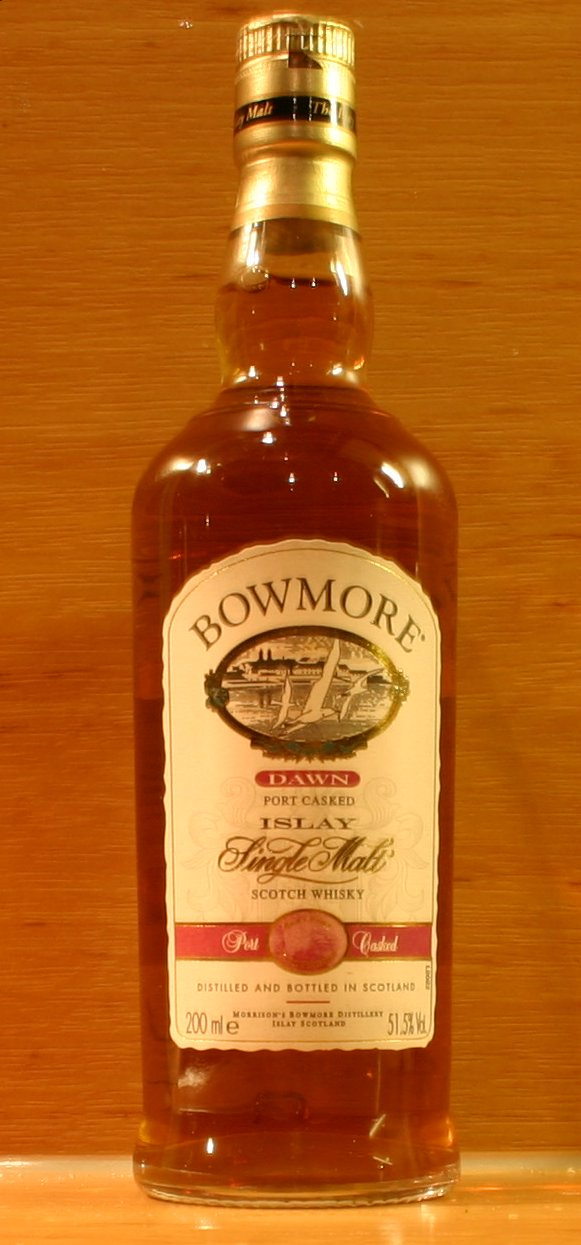
Bowmore Enigma 12 Year Old: deze speciale botteling heeft zijn rijping voor het grootste deel op sherryvaten gehad, hetgeen heel bijzonder en ongewoon is voor Bowmore.
- Bowmore Mariner 15 year old
- Bowmore 17 Year Old
- Bowmore 21 Year Old
- Bowmore Dusk: alcoholpercentage: 50%.
- Bowmore Darkest: 12 jaar gerijpt, de donkerste variant die wordt gerijpt in bourbon en Olorosovaten. Alcoholpercentage: 43%.
- Bowmore Dawn: eveneens in bourbonvaten gerijpt, en in Ruby Port-vaten. Een variant met hoog alcoholpercentage: 51,5%. Er wordt geen leeftijd vermeld.
- Bowmore Cask Strength: wordt rechtstreeks uit het vat gebotteld. 56% alcohol.

Daarnaast wordt een vijf jaar oude botteling als McClelland's Islay single malt op de markt gebracht.

## Productie
Het water van de distilleerderij is afkomstig van de rivier de Laggan. Bowmore heeft een mash tun met een inhoud van acht ton en zes washbacks. Het distilleren gebeurt met twee wash stills met een capaciteit van 30.940 liter en twee spirit stills met een capaciteit van resp. 14.750 en 14.637 liter, die door middel van stoom worden verhit. Per jaar wordt ongeveer 1,7 miljoen liter alcohol geproduceerd. Alle whisky die onder eigen merk verhandeld wordt, wordt op het eiland Islay gerijpt. Bowmore-whisky wordt ook gebruikt in blended whisky's zoals "Black Bottle", "Rob Roy" en "Islay Hallmark".